# Nacional-republicanismo
O Nacional-republicanismo é uma ideologia política francesa, argumentando que o Estado-nação é a parte insuperável da república e da democracia. Como resultado, opõe-se à construção europeia supranacional e à forte descentralização do Estado. Esta corrente política pode ser descrita, também, como republicana, jacobina e soveranista.

## História
Na França, o nacional-republicanismo surge com a queda dos regimes comunistas na Europa de Leste, "o que implica a lógica binária da pertença política que estruturou o mundo desde o período pós-guerra". Sem se referir à República, um jornal francês participa no surgimento da ideologia nacional-republicana segundo a qual "o confronto, ou o compromisso, entre capitalismo e comunismo, seria superado numa nova aliança, restaurando a sua centralidade no quadro nacional". Uma primeira abordagem intelectual cristaliza em torno da personalidade de Max Gallo e da primeira controvérsia em Creil, em 1989, sobre o uso dos trajes típicos islâmicos.
Em 2001, Étienne Balibar observou o progresso e a "oficialização" do nacional-republicanismo através da "gestão autoritária do problema de imigração", à direita e à esquerda, em particular sob o governo Lionel Jospin.

## Nacionais-republicanos franceses
- Nicolas Dupont-Aignan
- Marine Le Pen
- Florian Philippot
- Jean-Luc Mélenchon